# Grijze bisschopsmuts
Grijze bisschopsmuts (Racomitrium canescens) is een mos uit het geslacht bisschopsmuts (Racomitrium).

## Determinatie
De tot 6 cm lange, rechtopstaande, schaars en onregelmatig vertakte, grijsgroene tot felgroen gekleurde planten vormen onder goede omstandigheden uitgestrekte gazons. 
Het mos heeft een kenmerkende grijsgroene kleur en een de opvallend witte punt. Het blad heeft sterk getande, melkwitte glasharen en naar voren gerichte tanden.
De gladde, roodachtig geel gekleurde seta draagt langwerpige, licht gestreepte sporencapsules. Ze ontwikkelen sporen die 10 µm groot zijn en tijdens de wintermaanden worden geproduceerd.

## Ecologie
Grijze bisschopsmuts groeit op grof zand en gruis, vooral op kalkrijk duinzand. Het bladmos is van bijzonder ecologisch belang, omdat het dient als waterreservoir en erosiepreventie op droge, oligotrofe en grindrijke locaties. Door de glasharen kan het dauw en mistvocht opnemen. Het fungeert ook als microhabitat voor veel kleine dieren.

## Verspreiding
Grijze bisschopsmuts is verspreid over heel Europa tot Noordwest-Azië en Noord-Amerika. In Nederland is de soort zeldzaam. Het heeft alhier een duidelijk zwaartepunt in de kustduinen. Het is bedreigd en staat op de Nederlandse Rode Lijst.

## Fotogalerij

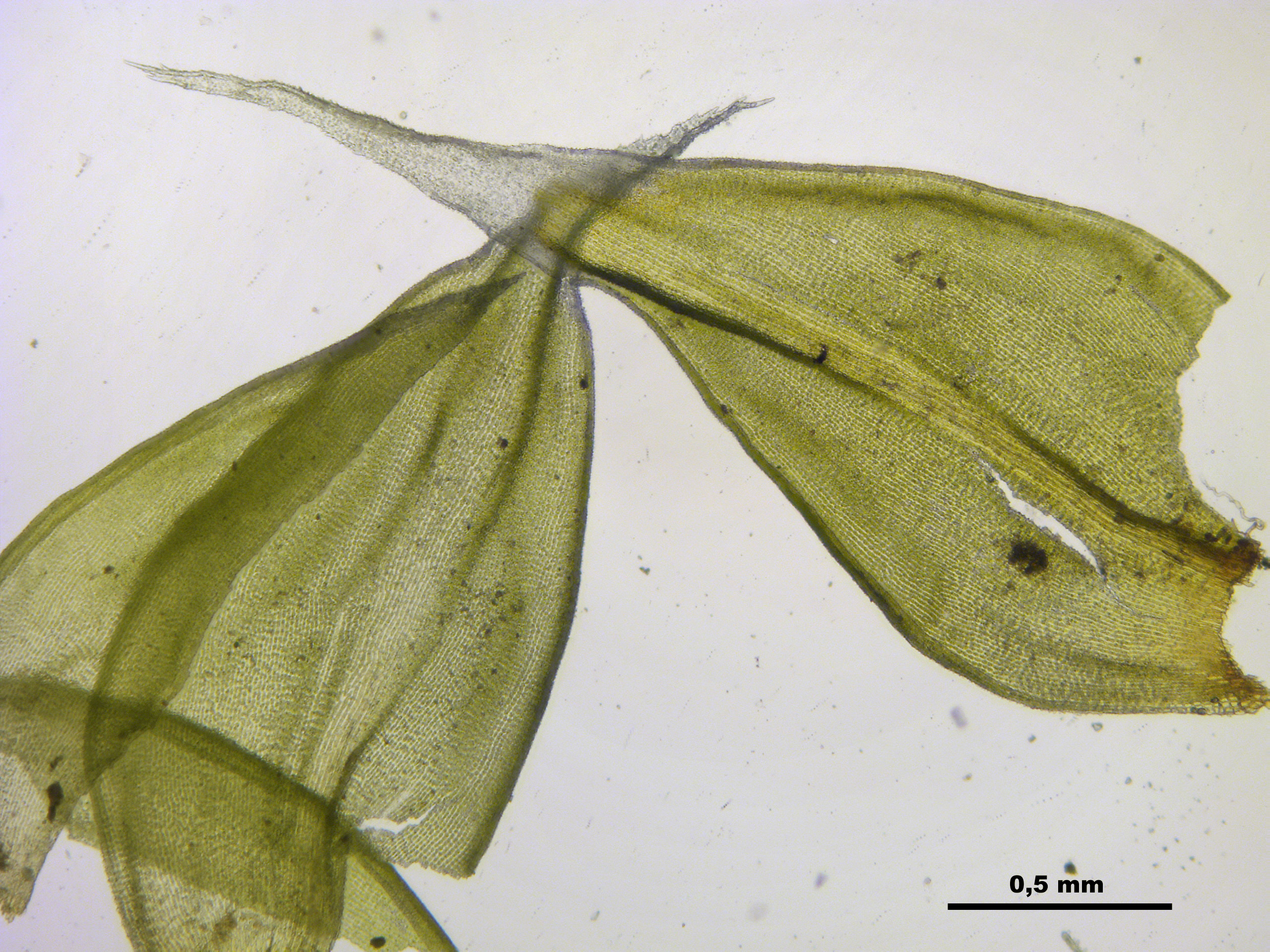
Blad
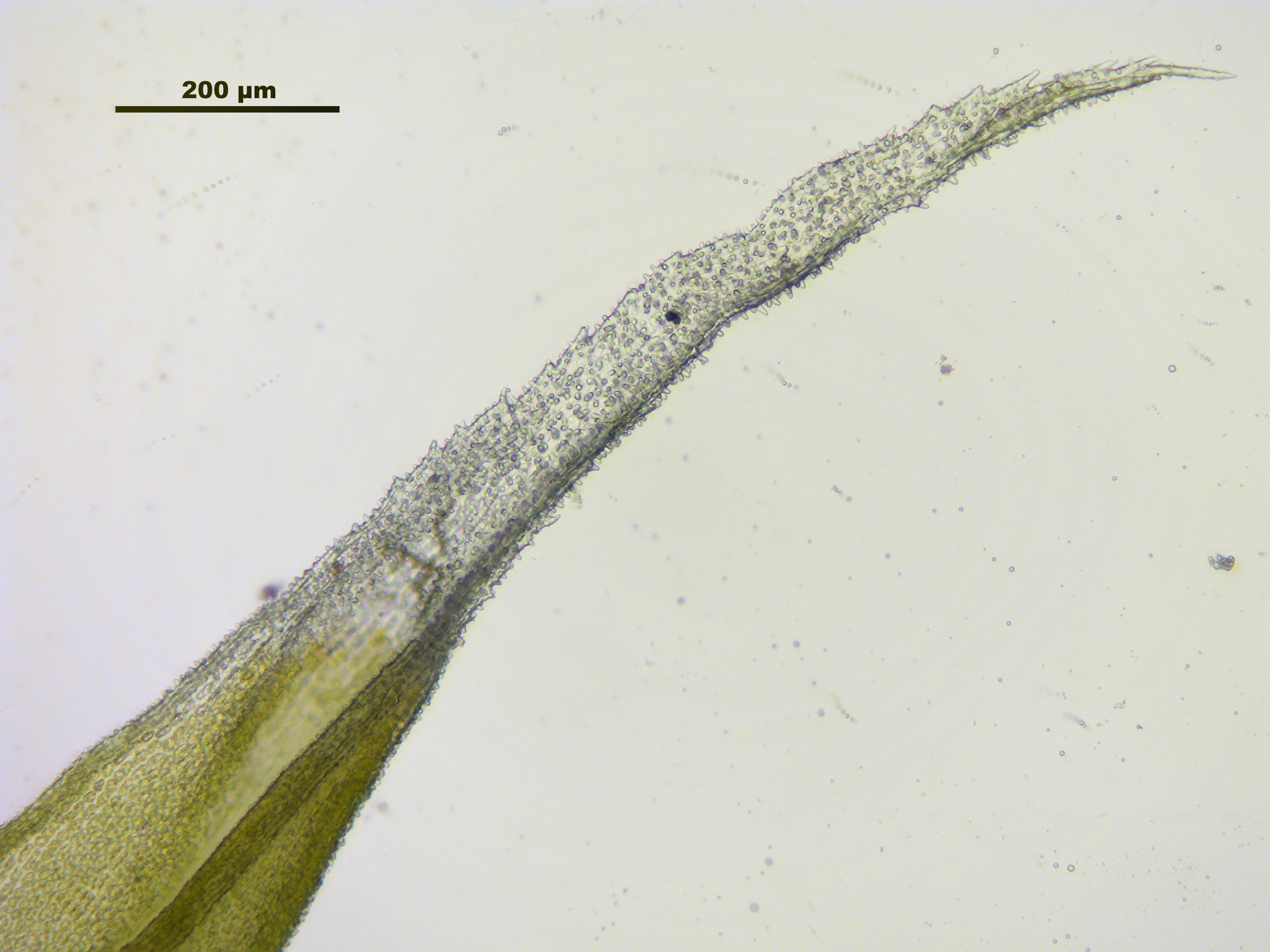
Bladtop
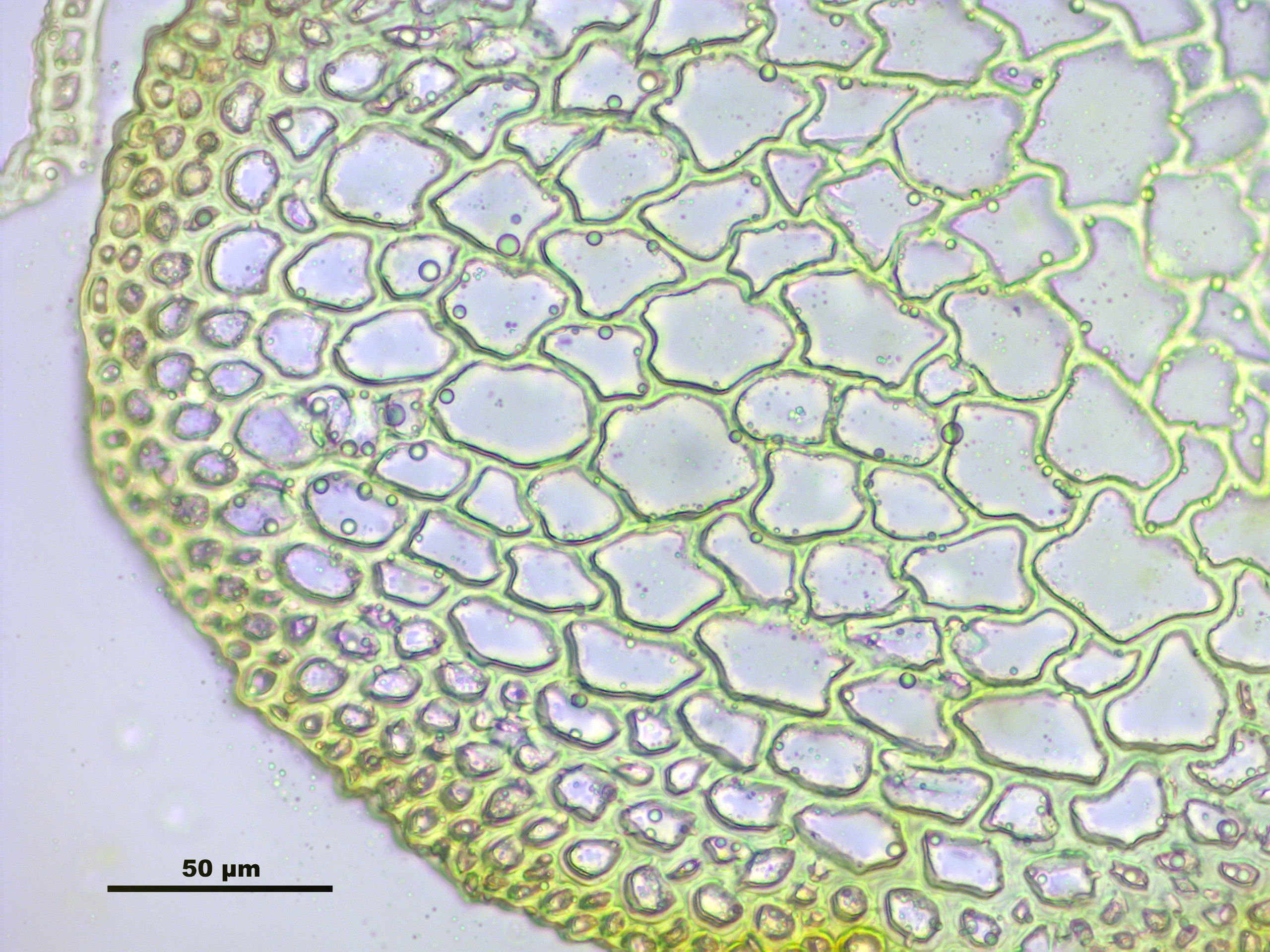
Stengeldoorsnede
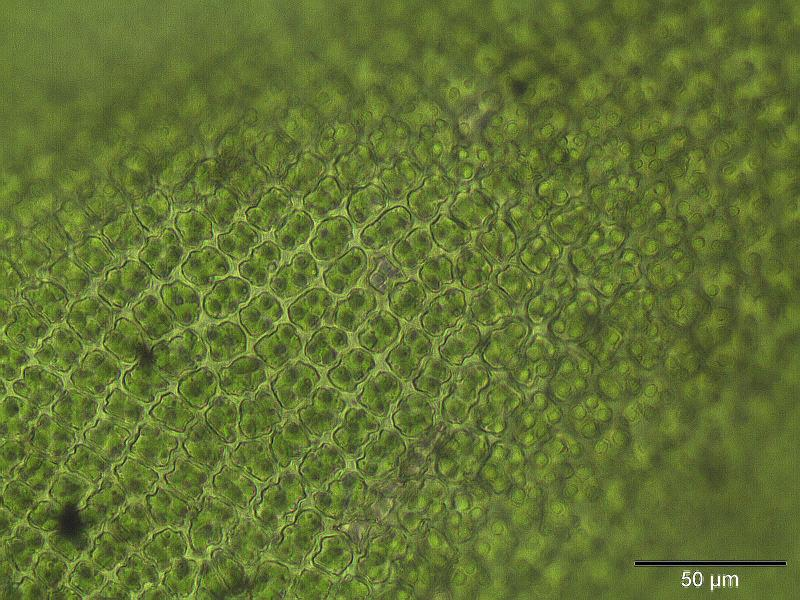
Laminacellen